# Orphnotrechus slateri
Orphnotrechus slateri är en insektsart som beskrevs av Robert Sweet 1991. Orphnotrechus slateri ingår i släktet Orphnotrechus och familjen Rhyparochromidae. Inga underarter finns listade i Catalogue of Life.